# Craiova
Craiova (česky též Krajova) je město v Rumunsku. Leží na řece Jiu, v župě Dolj a zároveň je jejím správním střediskem. Žije zde přibližně 234 tisíc obyvatel.

## Historie
Poprvé je Craiova jako město doložená v 15. století jako centrum Banátu (původně uherské pohraniční marky) v oblasti mezi řekou Dunaj a Oltem. V 16. století, po rozdělení Banátu připadla Valašsku, od roku 1862 je součástí Rumunska. V 19. století se rychle rozvíjela a stala se jedním z nejvýznamnějších měst v zemi. V 50. letech 20. století za socialistické vlády zde vzniklo mnoho závodů (výroba automobilů, letadel, elektrotechniky). Po roce 1989, po změně společensko-ekonomických podmínek je však výroba v útlumu. Přesto je město stále hospodářským a kulturním centrem celé oblasti.

## Obyvatelstvo
V roce 1735 tu žilo jen 4000 lidí, do roku 1859 se jejich počet zvýšil na 25 000 a růst pokračoval dál, koncem 19. století tu žilo již přes 40 000 obyvatel. Po roce 1910 se se svými 51 400 obyvateli stala po Bukurešti druhým největším městem Rumunska. V roce 2016 byla šestým největším.

### Růst počtu obyvatel
- 1930 – 63 215 obyvatel
- 1948 – 84 574 obyvatel
- 1956 – 96 897 obyvatel
- 1965 – 150 098 obyvatel
- 1975 – 197 820 obyvatel
- 1985 – 275 098 obyvatel
- 1995 – 308 000 obyvatel
- 2005 – 320 000 obyvatel

## Rodáci
- Titu Maiorescu (1840–1917) – politik a literární kritik
- Ludovic Mrazek (1867–1944) – geolog
- Varujan Vosganian (*1958) – spisovatel a politik
- Gabriel Popescu (* 1973) – fotbalista

## Partnerská města
- Kuopio, Finsko
- Lyon, Francie
- Nanterre, Francie
- Skopje, Severní Makedonie
- Š'-jen, Čína
- Uppsala, Švédsko
- Vraca, Bulharsko